# Denise Lewis
Denise Lewis OBE (West Bromwich, 27 de agosto de 1972) é uma ex-atleta britânica, campeã olímpica do heptatlo em Sydney 2000. Condecorada com a Ordem do Império Britânico após seu trinfo olímpico, retirou-se do atletismo e dedica-se atualmente ao jornalismo esportivo como comentarista da BBC.
Sua primeira participação em Jogos Olímpicos foi em Atlanta 1996, onde conquistou a medalha de bronze nesta prova. Medalha de prata nos campeonatos mundiais de atletismo de Atenas 1997 e Sevilha 1999, teve seu grande momento com o título olímpico em Sydney. Nos Jogos seguintes, em Atenas 2004, sofrendo de diversas contusões, abandonou a disputa do heptatlo após o salto em distância e pouco depois deixou o atletismo.